# Montanhas Mejecatar
Montanhas Mejecatar (em armênio: Մժկատարի լեռներ; romaniz.: Mžkatari leṙner) é uma cadeia de montanhas na província de Ararate, na Armênia, na bacia do rio Vedi, um dos braços das montanhas Guendassar. O comprimento é de 10 quilômetros e sua altura máxima é de 2 858 metros (monte Migassar).